# Repesca AFC-Conmebol por la clasificación para la Copa Mundial de Fútbol de 2022
La repesca entre AFC y Conmebol por la clasificación para la Copa Mundial de Fútbol de 2022 se desarrolló a un solo partido en campo neutral. Entre Australia, quien fue el ganador de la cuarta ronda de clasificación de la AFC y Perú; que ocupó el quinto puesto del torneo clasificatorio de la Conmebol.

## Antecedentes
Originalmente, los repechajes intercontinentales iban a mantener un formato similar a los jugados para el Mundial de Rusia 2018. Sin embargo, debido a las alteraciones y trastornos que causó la pandemia de covid-19 en el calendario futbolístico, la FIFA tuvo que tomar medidas radicales. La repesca se redujo a un partido único en sede neutral, cuya fecha fue retrasada hasta junio de 2022, cinco meses antes del inicio de la Copa Mundial. Por este motivo, y por primera vez en la historia, el sorteo para la fase de grupos se llevó a cabo sin que las eliminatorias hayan concluido. Sin conocer a todos los clasificados (solo veintinueve de treinta y dos equipos habían asegurado un cupo hasta entonces).
Esta fue la segunda repesca intercontinental consecutiva para Perú, equipo que ya la había disputado, por primera vez, para el Mundial de Rusia 2018, ganándole a Nueva Zelanda por un marcador global de 2 a 0. Antes de esa ocasión, su última participación en una Copa Mundial había ocurrido en España 1982.
Fue también la segunda repesca intercontinental para Australia desde que participa en las clasificatorias de la AFC. En la anterior, por la clasificación para el Mundial de Rusia 2018, ganó a la selección de Honduras por 3 a 1 en el marcador global. Antes del año 2006 estuvo afiliado a la OFC y en ese periodo participó en otras seis repescas, en donde solo pudo obtener una clasificación (para el Mundial de Alemania 2006). Haciendo un total de ocho participaciones en esta instancia.

## Partido
Se desarrolló el 13 de junio de 2022 en el estadio Áhmad bin Ali, de la ciudad de Rayán, Catar.
El partido terminó empatado 0–0. Por tanto, el clasificado se definió mediante una tanda de penaltis, ganando Australia por 5:4.
| 1          | Guardameta     | Mathew Ryan        | 120' |
| 4          | Defensa        | Nathaniel Atkinson | 91'  |
| 8          | Defensa        | Bailey Wright      |      |
| 17         | Defensa        | Kye Rowles         |      |
| 16         | Defensa        | Aziz Behich        | 120' |
| 13         | Centrocampista | Aaron Mooy         |      |
| 10         | Centrocampista | Ajdin Hrustic      |      |
| 22         | Centrocampista | Jackson Irvine     |      |
| 6          | Centrocampista | Martin Boyle       |      |
| 7          | Centrocampista | Mathew Leckie      | 86'  |
| 15         | Delantero      | Mitchell Duke      | 69'  |
| Entrenador | Entrenador     | Graham Arnold      |      |

| 1          | Guardameta     | Pedro Gallese       |      |
| 17         | Defensa        | Luis Advíncula      |      |
| 5          | Defensa        | Carlos Zambrano     |      |
| 22         | Defensa        | Alexander Callens   |      |
| 6          | Defensa        | Miguel Trauco       |      |
| 13         | Centrocampista | Renato Tapia        |      |
| 8          | Centrocampista | Sergio Peña         | 80'  |
| 16         | Centrocampista | Christofer Gonzales |      |
| 18         | Delantero      | André Carrillo      | 65'  |
| 10         | Delantero      | Christian Cueva     | 116' |
| 9          | Delantero      | Gianluca Lapadula   |      |
| Entrenador | Entrenador     | Ricardo Gareca      |      |

| 11 | Delantero      | Awer Mabil      | 69'  |
| 9  | Delantero      | Jamie Maclaren  | 86'  |
| 3  | Defensa        | Fran Karačić    | 91'  |
| 12 | Guardameta     | Andrew Redmayne | 120' |
| 19 | Centrocampista | Craig Goodwin   | 120' |

| 20 | Centrocampista | Edison Flores | 65'  |
| 23 | Centrocampista | Pedro Aquino  | 80'  |
| 7  | Delantero      | Álex Valera   | 116' |

| Martin Boyle   | Fallo de penal (Atajado) | 0:0 |                          |                   |
|                |                          | 0:1 | Acierto de penal         | Gianluca Lapadula |
| Aaron Mooy     | Acierto de penal         | 1:1 |                          |                   |
|                |                          | 1:2 | Acierto de penal         | Alexander Callens |
| Craig Goodwin  | Acierto de penal         | 2:2 |                          |                   |
|                |                          | 2:2 | Fallo de penal (Poste)   | Luis Advíncula    |
| Ajdin Hrustic  | Acierto de penal         | 3:2 |                          |                   |
|                |                          | 3:3 | Acierto de penal         | Renato Tapia      |
| Jamie Maclaren | Acierto de penal         | 4:3 |                          |                   |
|                |                          | 4:4 | Acierto de penal         | Edison Flores     |
| Awer Mabil     | Acierto de penal         | 5:4 |                          |                   |
|                |                          | 5:4 | Fallo de penal (Atajado) | Álex Valera       |

| Amonestado | 12' | Nathaniel Atkinson |

| Amonestado | 102' | Edison Flores |

| Árbitro             | Slavko Vinčić     |
| Árbitros asistentes | Tomas Klancnik    |
| Árbitros asistentes | Andras Kovacic    |
| Cuarto árbitro      | Victor Gomes      |
| Quinto árbitro      | Zakhele Siwela    |
| Árbitro VAR         | Martínez Munuera  |
| Asistentes VAR      | Jeróme Brisard    |
| Asistentes VAR      | Jerson dos Santos |

| 1          | Guardameta     | Mathew Ryan        | 120' |
| 4          | Defensa        | Nathaniel Atkinson | 91'  |
| 8          | Defensa        | Bailey Wright      |      |
| 17         | Defensa        | Kye Rowles         |      |
| 16         | Defensa        | Aziz Behich        | 120' |
| 13         | Centrocampista | Aaron Mooy         |      |
| 10         | Centrocampista | Ajdin Hrustic      |      |
| 22         | Centrocampista | Jackson Irvine     |      |
| 6          | Centrocampista | Martin Boyle       |      |
| 7          | Centrocampista | Mathew Leckie      | 86'  |
| 15         | Delantero      | Mitchell Duke      | 69'  |
| Entrenador | Entrenador     | Graham Arnold      |      |

| 1          | Guardameta     | Pedro Gallese       |      |
| 17         | Defensa        | Luis Advíncula      |      |
| 5          | Defensa        | Carlos Zambrano     |      |
| 22         | Defensa        | Alexander Callens   |      |
| 6          | Defensa        | Miguel Trauco       |      |
| 13         | Centrocampista | Renato Tapia        |      |
| 8          | Centrocampista | Sergio Peña         | 80'  |
| 16         | Centrocampista | Christofer Gonzales |      |
| 18         | Delantero      | André Carrillo      | 65'  |
| 10         | Delantero      | Christian Cueva     | 116' |
| 9          | Delantero      | Gianluca Lapadula   |      |
| Entrenador | Entrenador     | Ricardo Gareca      |      |

| 11 | Delantero      | Awer Mabil      | 69'  |
| 9  | Delantero      | Jamie Maclaren  | 86'  |
| 3  | Defensa        | Fran Karačić    | 91'  |
| 12 | Guardameta     | Andrew Redmayne | 120' |
| 19 | Centrocampista | Craig Goodwin   | 120' |

| 20 | Centrocampista | Edison Flores | 65'  |
| 23 | Centrocampista | Pedro Aquino  | 80'  |
| 7  | Delantero      | Álex Valera   | 116' |

| Martin Boyle   | Fallo de penal (Atajado) | 0:0 |                          |                   |
|                |                          | 0:1 | Acierto de penal         | Gianluca Lapadula |
| Aaron Mooy     | Acierto de penal         | 1:1 |                          |                   |
|                |                          | 1:2 | Acierto de penal         | Alexander Callens |
| Craig Goodwin  | Acierto de penal         | 2:2 |                          |                   |
|                |                          | 2:2 | Fallo de penal (Poste)   | Luis Advíncula    |
| Ajdin Hrustic  | Acierto de penal         | 3:2 |                          |                   |
|                |                          | 3:3 | Acierto de penal         | Renato Tapia      |
| Jamie Maclaren | Acierto de penal         | 4:3 |                          |                   |
|                |                          | 4:4 | Acierto de penal         | Edison Flores     |
| Awer Mabil     | Acierto de penal         | 5:4 |                          |                   |
|                |                          | 5:4 | Fallo de penal (Atajado) | Álex Valera       |

| Amonestado | 12' | Nathaniel Atkinson |

| Amonestado | 102' | Edison Flores |

| Árbitro             | Slavko Vinčić     |
| Árbitros asistentes | Tomas Klancnik    |
| Árbitros asistentes | Andras Kovacic    |
| Cuarto árbitro      | Victor Gomes      |
| Quinto árbitro      | Zakhele Siwela    |
| Árbitro VAR         | Martínez Munuera  |
| Asistentes VAR      | Jeróme Brisard    |
| Asistentes VAR      | Jerson dos Santos |

| \| Estadísticas \| \| \| \| Tiros \| 11 \| 10 \| \| Tiros a puerta \| 2 \| 1 \| \| Faltas \| 11 \| 18 \| \| Saques de esquina \| 3 \| 2 \| \| Pases \| 583 \| 662 \| \| Pases correctos \| 472 \| 536 \| \| Fuera de juego \| 1 \| 2 \| \| Posesión del balón \| 46 % \| 54 % \| |                      |                 |
| Estadísticas | Bandera de Australia | Bandera de Perú |
| Tiros | 11                   | 10              |
| Tiros a puerta | 2                    | 1               |
| Faltas | 11                   | 18              |
| Saques de esquina | 3                    | 2               |
| Pases | 583                  | 662             |
| Pases correctos | 472                  | 536             |
| Fuera de juego | 1                    | 2               |
| Posesión del balón | 46 %                 | 54 %            |

## Clasificado
| Australia                      |
| Copa Mundial de Fútbol de 2022 |
| 6.ª participación              |

## Derechos de transmisión
- FIFA+[4] (en los países donde no hubo transmisión televisiva)
- Network 10[5]

- Movistar Deportes,[6] Latina[7]
- TNT Sports
- TNT Sports
- Win Sports+[8]
- El Canal del Fútbol, Teleamazonas
- Teledeporte, RTVE Play
- Telemundo, Peacock
- Tigo Sports
- ESPN, Star+
- Nex
- La Tele Tuya